# 1815 a tudományban
Az 1815. év a tudományban és a technikában.

## Események
- október 3. – Franciaországban, Chassigny mellett becsapódik egy 4 kg-os meteorit
- november – Humphry Davy angol kémikus feltalálja a bányákban biztonságosan használható, róla elnevezett Davy-lámpát
- A budai Gellérthegyen, a mai Citadella helyén felavatják az önálló egyetemi csillagdát (obszervatóriumot), mely 1849-ig állt fenn[1]

## Biológia
- Jean-Baptiste Lamarck elkezdi publikálni Histoire naturelle des animaux sans vertèbres (A gerinctelen állatok természetrajza) című hétkötetes munkáját (1815–1822), melyben az evolúcióra vonatkozó nézeteit foglalta össze.[2]

## Kémia
- Bécsben megjelenik Pethe Ferenc A földmívelési kimia gyökere című könyve, Humphry Davy Elements of Agricultural Chemistry című mezőgazdasági kémiájának fordítása

## Születések
- január 18. – Warren de la Rue angol természettudós, a Royal Astronomical Society alelnöke († 1889)
- április 12. – Rómer Flóris magyar régész, művészettörténész, egyetemi tanár († 1889)
- szeptember 15. – Kováts Gyula paleobotanikus, botanikus. Gyűjtéseivel, leíró és rendszerező munkájával ő alapozta meg a magyar ősnövénytani kutatásokat († 1873)
- október 31. – Karl Weierstrass német matematikus, a modern függvényelmélet egyik megalapozója († 1897)
- november 2. – George Boole  angol matematikus és filozófus, nevét viseli a Boole-algebra († 1864)
- december 10. – Ada Lovelace angol matematikus és írónő († 1852)

## Halálozások
- február 22. – Smithson Tennant brit kémikus, az irídium és az ozmium felfedezője (* 1761)
- február 24. – Robert Fulton amerikai mérnök, feltaláló, a gőzhajó megalkotója  (* 1765)
- május 21. – William Nicholson angol kémikus (* 1753)
- július 4. – Eberhard August Wilhelm von Zimmermann német geográfus és zoológus (* 1743
- december 19. – Benjamin Smith Barton amerikai botanikus (* 1766)